# Budapest Grand Prix 2018
Il Budapest Grand Prix 2018 è stato la 4ª edizione dell'annuale meeting di judo e si è tenuto a Budapest, in Ungheria, dal 10 al 12 agosto 2018. Il meeting è stato la decima tappa del circuito IJF World Tour 2018.

## Risultati
Di seguito i primi tre classificati di ogni specialità.

### Uomini
| Specialità | 1º classificato | 2º classificato      | 3º classificato                             |
| -60kg      | Ryuju Nagayama  | Al'bert Oguzov       | Robert Mšvidobadze Amiran P'ap'inashvili    |
| -66kg      | Kenzo Tagawa    | Mohamed Abdelmawgoud | Denis Vieru Bohdan Jadov                    |
| -73kg      | Miklós Ungvári  | Masashi Ebinuma      | Arthur Margelidon Frigyes Szabó             |
| -81kg      | Alan Chubecov   | Kenya Kohara         | Sagi Muki Robin Pacek                       |
| -90kg      | Krisztián Tóth  | Ushangi Margiani     | Aleksandar Kukolj Ivan Felipe Silva Morales |
| -100kg     | Aaron Wolf      | Karl-Richard Frey    | Jevgenijs Borodavko Peter Paltchik          |
| +100kg     | Kokoro Kageura  | Stephan Hegyi        | Roy Meyer Adam Okruashvili                  |

### Donne
| Specialità | 1º classificato | 2º classificato    | 3º classificato                  |
| -48kg      | Hiromi Endo     | Tamami Yamazaki    | Maruša Štangar Distria Krasniqi  |
| -52kg      | Natsumi Tsunoda | Charline Van Snick | Chelsie Giles Ecaterina Guica    |
| -57kg      | Rafaela Silva   | Theresa Stoll      | Hedvig Karakas Christa Deguchi   |
| -63kg      | Aimi Nouchi     | Martyna Trajdos    | Andreja Leški Agata Ozdoba-Błach |
| -70kg      | Saki Niizoe     | Sanne Van Dijke    | Sally Conway Kelita Zupancic     |
| -78kg      | Mami Umeki      | Rika Takayama      | Natalie Powell Guusje Steenhuis  |
| +78kg      | Idalys Ortiz    | Maryna Sluckaja    | Nihel Cheikh Rouhou Yanan Jiang  |